# Xavier Cortadellas i Gratacòs
Xavier Cortadellas i Gratacòs (La Bisbal d'Empordà, 27 de novembre de 1956) és un escriptor, periodista i editor català, autor de llibres d'assaig i de ficció en català. Fou director de la revista Gavarres des de la seva fundació l'any 2002 fins al 2009, i de la Revista de Girona entre 2009 i 2017. També desenvolupà tasques d'articulista al diari El Punt i de crític literari al setmanari Presència i a la revista literària Caràcters.
L'any 2010 va fundar Edicions Sidillà, juntament amb Judit Pujadó. Al febrer de 2021, per commemorar el desè aniversari de l'editorial va publicar juntament amb Judit Pujadó i Ignasi Revés, el llibre Arrelats: les famílies més antigues de Catalunya.

## Obres
- Primer senyal (1989)
- Lleis binàries (Empúries, 1997)
- La terra blanca (Columna, 2010)[2]
- El poble dels Centfocs. Llegendes de les Gavarres (Sidillà, 2011)[8][9]
- Enaigats. Relats de gent i d'aigua (Sidillà, 2020)[10]

## Premis i reconeixements
- Premi Recull-Francesc Puig i Llensa de narrativa de 1989 per Primer senyal[1]
- Premi Marià Vayreda de narrativa de 1997 per Lleis binàries[1]